# Aulis Kallakorpi
Aulis Arnold Kallakorpi, pierwotnie Aulis Arnold Nuutinen (ur. 1 stycznia 1929 w Kuusankoski, zm. 15 maja 2005 w Mikkeli) – fiński skoczek narciarski, skoczek do wody, gimnastyk, srebrny medalista olimpijski w skokach narciarskich.

## Przebieg kariery
Reprezentował klub Kuusankosken Urheiluseura. W zawodach FIS zadebiutował pod koniec 1953, startując w drugiej edycji Turnieju Czterech Skoczni. W pierwszym konkursie, rozegranym 31 grudnia 1953 w Oberstdorfie zajął trzecią lokatę, 1 stycznia 1954 w Garmisch-Partenkirchen zajął szóste miejsce, 3 stycznia 1954 w Innsbrucku był ósmy, a 6 stycznia 1954 w Bischofshofen był ponownie szósty. W klasyfikacji generalnej tej edycji zajął czwarte miejsce. Podczas trzeciej edycji Turnieju zajął trzecie miejsce w klasyfikacji generalnej, plasując się na pierwszym miejscu w Oberstdorfie i Ga-Pa, w Innsbrucku był 22., a w Bischofshofen zajął szóste miejsce. Przegrał tylko ze swoimi rodakami – Hemmo Silvennoinenem oraz Eino Kirjonenem.
Wystartował także w dwóch pierwszych konkursach czwartej edycji Turnieju Czterech Skoczni, zajmując drugie miejsce w Oberstdorfie i szóste w Garmisch, w austriackich konkursach nie wziął udziału. Ostatnie występy na międzynarodowych zawodach zaliczył podczas piątego Turnieju Czterech Skoczni, zajmując drugie miejsce w Oberstdorfie, 10. w Innsbrucku oraz 20. w Ga-Pa, a łącznie 7.
Największym sukcesem w jego karierze było wywalczenie srebrnego medalu na igrzyskach olimpijskich w Cortina d’Ampezzo w 1956. Kallakorpi uległ jedynie swemu rodakowi Anttiemu Hyvärinenowi i bezpośrednio wyprzedził, o zaledwie 0,5 punktu, Harry’ego Glaßa. W 1952 został wicemistrzem kraju, a trzy lata później wygrał zawody Festiwalu Narciarskiego w Oslo. W 1950 triumfował w Igrzyskach Narciarskich w Lahti.
Kallakorpi poza skokami narciarskimi uprawiał także skoki do wody i gimnastykę sportową.

## Igrzyska olimpijskie
| Miejsce | Dzień    | Rok  | Miejscowość       | Konkurs                         | Skok 1 | Skok 2 | Wynik     | Strata  | Zwycięzca       |
| ------- | -------- | ---- | ----------------- | ------------------------------- | ------ | ------ | --------- | ------- | --------------- |
| 2.      | 5 lutego | 1956 | Cortina d’Ampezzo | Skocznia normalna indywidualnie | 83,5 m | 80,5 m | 225,0 pkt | 2,0 pkt | Antti Hyvärinen |